# Propriété de Slavko Radojičić à Lazac
La propriété de Slavko Radojičić à Lazac (en serbe cyrillique : Окућница Славка Радојичића у Ласцу ; en serbe latin : Okućnica Slavka Radojičića u Lascu) se trouve à Lazac, sur le territoire de la ville de Kraljevo et dans le district de Raška, en Serbie. Elle est inscrite sur la liste des monuments culturels protégés de la république de Serbie (identifiant no SK 1501),.

## Présentation
La propriété a été créée dans la première moitié du XIXe siècle, loin de la route, sur les pentes du mont Jelica.
Elle est constituée de deux maisons d'habitation, d'un čardak, d'un vajat et d'une laiterie (en serbe : mlekara) ; à l'extérieur de la cour de la ferme, on trouve un koš (séchoir à céréales) et une sorte de hangar (en serbe : kačara).
La maison la plus ancienne, la « vieille maison », a été construite dans la première moitié du XIXe siècle selon la technique des colombages ; elle a, par la suite, été rénovée, en remplaçant le remplissage des colombages en paille par de la brique.
Le čardak est considéré comme le plus bel édifice de la propriété ; il se compose d'un sous-sol, d'un rez-de-chaussée et d'un étage qui abrite la abrite la partie résidentielle. L'étage est soutenu par des piliers en bois, si bien que l'entrée forme une sorte de porche entouré d'un clôture basse ; l'étage constitue la plus belle partie du bâtiment avec une terrasse pouvant accueillir les invités.
Les autres bâtiments de la cour sont un peu plus récents.